# Stefania Segnana
Stefania Segnana (Borgo Valsugana, 20 settembre 1975) è una politica italiana.

## Biografia
Dal 2009 funzionaria del Gruppo Consiliare Lega Nord Trentino, dal 2015 è consigliera comunale a Borgo Valsugana. In precedenza era stata consigliera della Comunità Valsugana e Tesino.

### Elezione a deputato
Alle elezioni politiche del 2018 viene eletta alla Camera dei Deputati, nelle liste della Lega nella circoscrizione Trentino-Alto Adige.
Alle elezioni provinciali in Trentino di ottobre 2018 viene eletta consigliera provinciale, nelle liste della Lega.
Il 17 novembre 2018 viene scelta dal nuovo presidente della provincia Maurizio Fugatti, anche lui della Lega, come Assessora provinciale alla salute, politiche sociali, disabilità e famiglia.
Il 9 gennaio 2019 si dimette per incompatibilità dalla carica di deputata; le subentra Tiziana Piccolo.